# غوستاف إريكسون (مالك سفن)
غوستاف إريكسون (بالفنلندية: Gustaf Erikson)‏ هو مالك سفن ‏ فنلندي، ولد في 24 أكتوبر 1872 في ليملاند ‏ في فنلندا، وتوفي في 15 أغسطس 1947 في ماريهامن في فنلندا.